# 2008年北京鼓楼刺傷事件
2008年8月9日、中国北京の鼓楼で、二人のアメリカ人旅行者とツアーガイドが殺傷され、内一人が死亡した。。そして、犯人は鼓楼から飛び降りて自殺した。この事件は北京オリンピックの期間中に発生した。外国人に対する犯罪が少ないとされているなかでこの事件は起こった。

## 事件と被害者

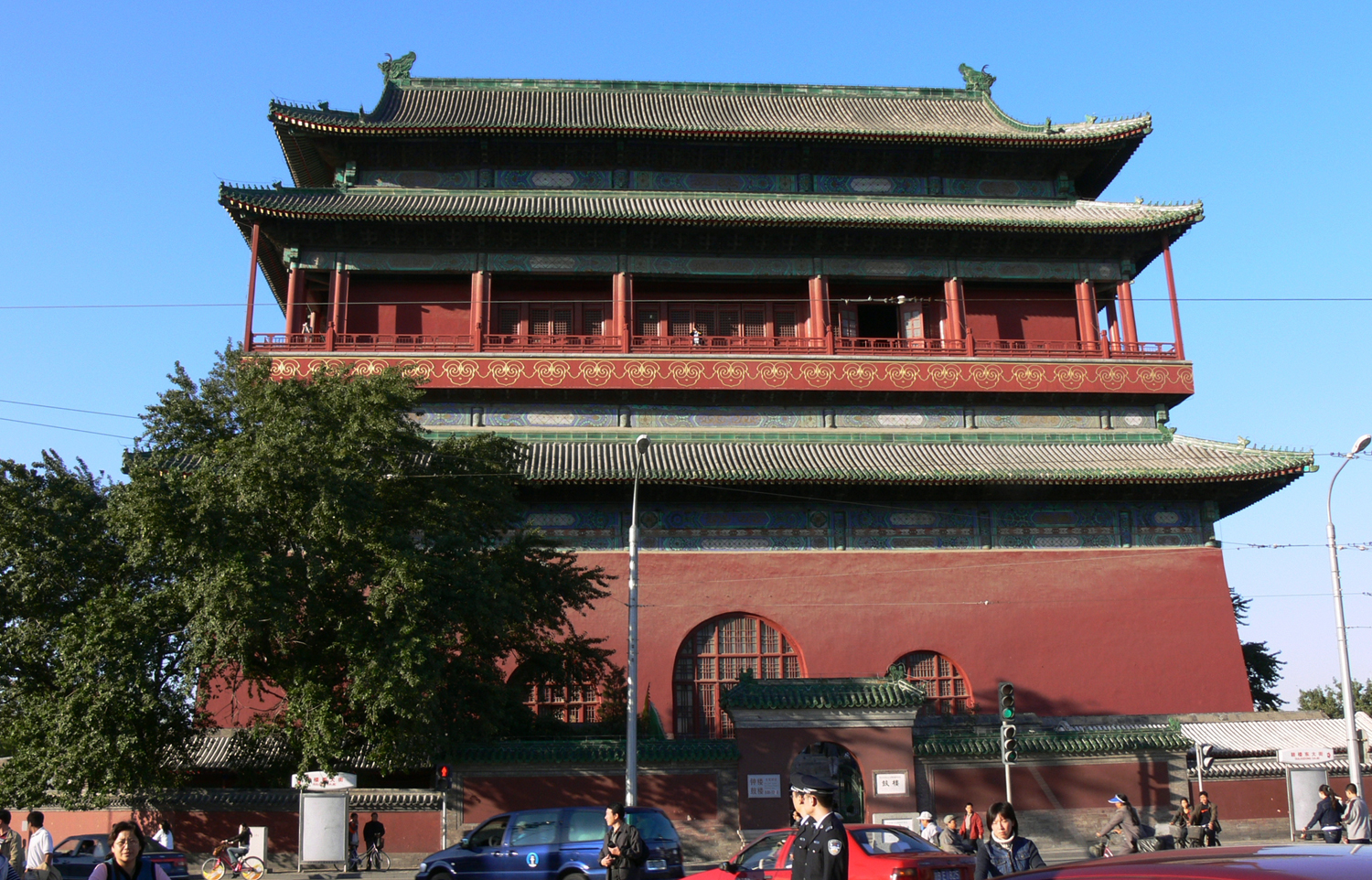
事件現場となった東城区の鼓楼

2008年北京オリンピック期間中に北京の13世紀の鼓楼を訪れていた3人が、杭州出身の唐永明容疑者(47歳)に襲われナイフで刺された。 被害者はミネソタ州レイクビルから訪れていたトッド・バックマン、その妻バーバラ、そして女性中国人ガイドの3人。このうち亡くなったトッドは、女子バレーボールのオリンピック米国代表選手でプレミアリーグにも所属していたエリザベス・バックマン の父であり、米国男子バレーボールチームコーチヒュー・マッカーチョンの義父にあたる。 妻のバーバラは重傷を負ったものの一命は取り留めた。 そして、犯人は40メートルの高さの鼓楼から飛び降りて死亡した。米国オリンピック委員長のピーター・ユベロスと、米国大統領ジョージ・W・ブッシュは共に哀悼の意を述べた。

## 犯人
唐永明容疑者は人生の大半を杭州の郊外で過ごし、国営計器工場で20年以上働いた。捜査官によれば、彼には犯罪歴が全く無かった。 捜査官は、彼が家庭問題を抱えていたと報告している。唐の同僚は、彼の性格について「頑固で」「大いに不平を言い」「非常に皮肉屋だ」と言う。 別の元同僚は、唐が短気でいつも社会に対して不平を言っていたと言う。 警察の発表によると、唐は2006年に2度目の離婚を経験、21歳の息子が面倒を起こし始めたので次第に失望するようになった。息子は2007年5月に詐欺の容疑で拘束され、2008年3月には窃盗の罪で懲役刑になっていた。